# Cânion Iguaçu
Cânion Iguaçu é um parque desportivo que está localizado no Parque Nacional do Iguaçu, no Brasil. Está aberto ao público desde outubro de 2003. Oferece ao visitante atividades como arvorismo, tirolesa, escalada em muro e na rocha, rapel e rafting.